# Wilson de Oliveira (Musiker)

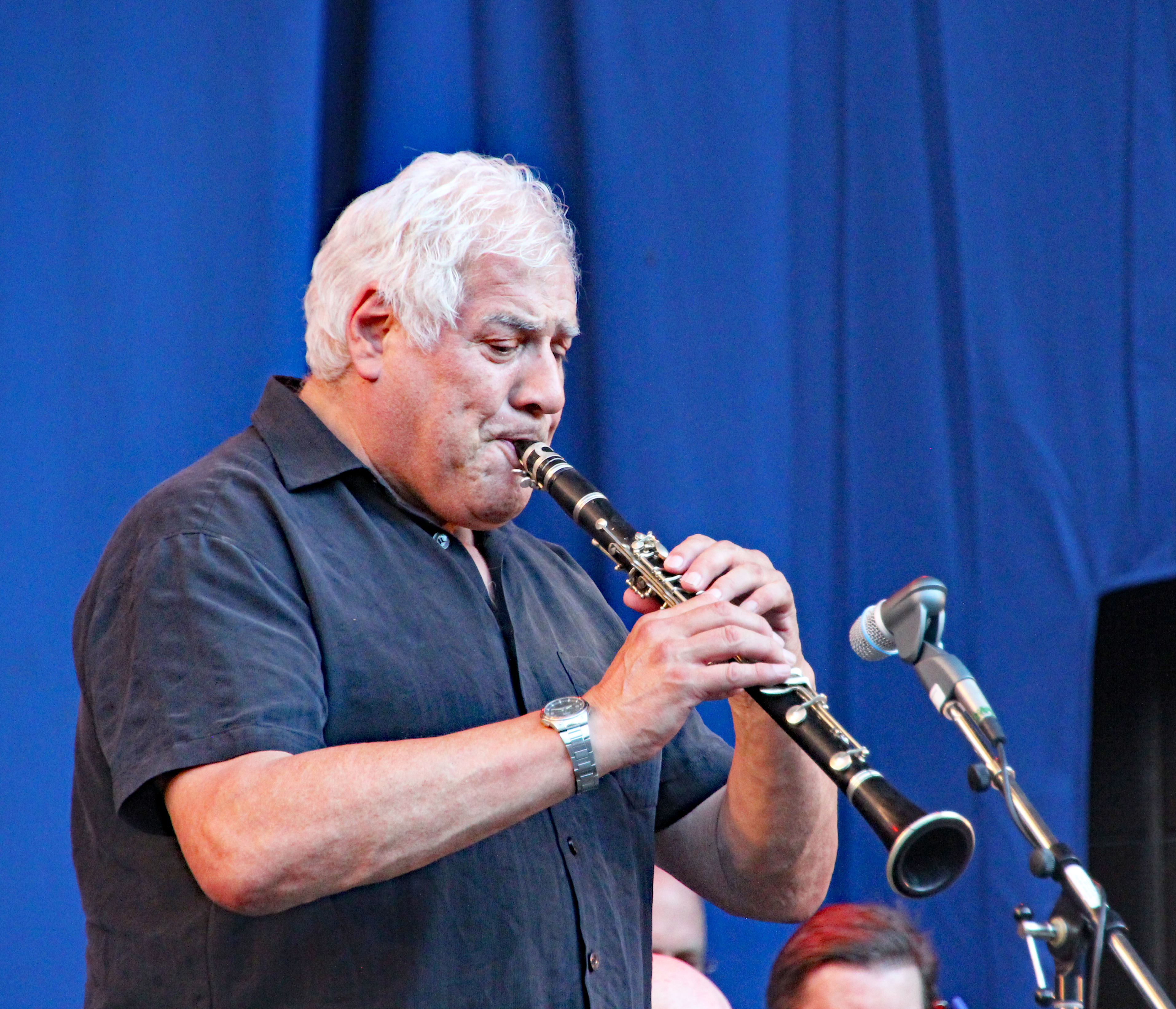
Wilson de Oliveira (2016)

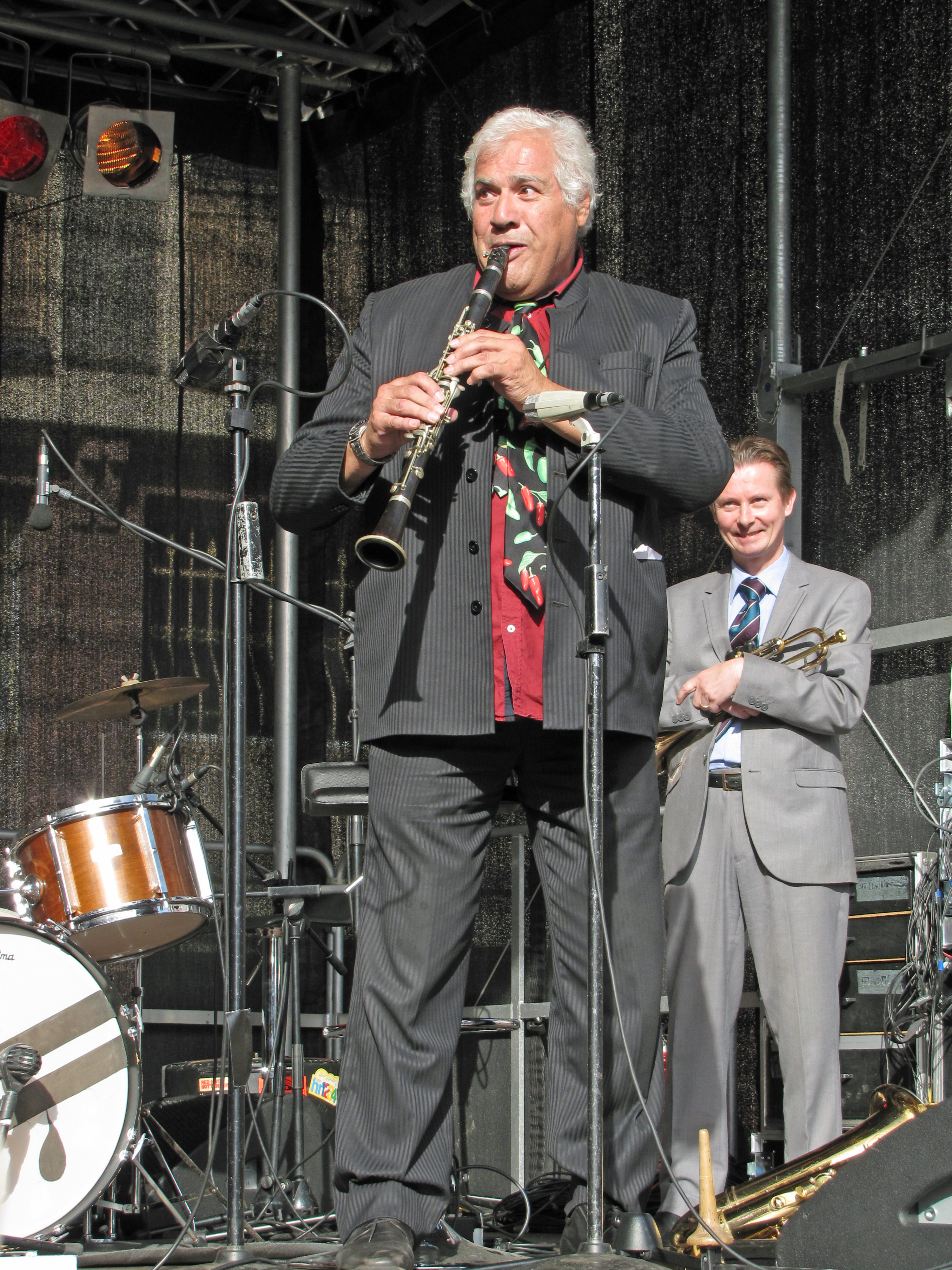
Wilson de Oliveira (2013) in Frankfurt am Main

Wilson de Oliveira (* 18. Dezember 1945 in Montevideo) ist ein uruguayischer Jazzmusiker (Saxophone, Klarinette und Flöte, Komposition).

## Leben und Wirken
De Oliveira lernte mit 14 Jahren Klarinette zu spielen. Er studierte am Nationalen Konservatorium in Montevideo und jammte im dortigen Jazzclub zusammen mit Sérgio Mendes und Claudio Roditi. Trotz wachsender Popularität in Uruguay durch regelmäßige Auftritte in einer Fernsehshow siedelte er 1965 nach Madrid über, wo er jedoch wenig Auftrittsmöglichkeiten fand. Er tingelte mit Bands durch Europa, bevor er 1968 ein Stipendium erhielt, um an der Hochschule der Künste in Berlin Klarinette und Komposition zu studieren. Gelegentlich hatte er Engagements bei der SFB Big Band und in Gruppen um Carmell Jones, Åke Persson, Walter Norris, Leo Wright und Slide Hampton.
Die 1973 durch eine Militärdiktatur veränderten Lebensbedingungen in seiner Heimat veranlassten ihn, in Deutschland zu bleiben. Mit Heinz von Hermann gründete er das Latinjazz-Sextett „Candombe“; er trat auch mit der Fusionband „Virgo“ um Henryk Darlowski auf. 1975 wurde er Mitglied der hr-Bigband, deren Saxophonsolist er bis 2005 war; 1976 führte er auf dem Deutschen Jazzfestival Frankfurt seine dreisätzige Komposition „Alloys“ auf. Seit 1987 leitet er die Frankfurt Jazz Big Band (CD „El Carpincho“); auch spielt er in Thomas Cremers Quintett „Frankfurt Jazz Connection“ und Volker Kriegel (Biton Grooves). Immer wieder trat er mit Izio Gross, Dom Um Romao, Joe Gallardo und Claudio Roditi auf, spielte aber auch mit Rachel Gould, Klaus Werner Pusch, Chet Baker, Arturo Sandoval, Roy Eldridge, Clark Terry, Randy Brecker, Johannes Faber, Gary Burton, Toots Thielemans, Billy Cobham, Manfred Kullmann oder Larry Porter. Er leitet ein eigenes Quintett, spielt aber auch bei den Red Hot Hottentots.
De Oliveira unterrichtete Arrangement und Komposition an der Universität Mainz und an der Musikhochschule Frankfurt.
Im Jahre 2010 wurde bei ihm Mandelkrebs festgestellt und die Ärzte machten ihm keine Hoffnung, dass er nach der lebensnotwendigen Operation sein Instrument je wieder würde spielen können. Er schlug den Rat der Ärzte aus, sich operieren und bestrahlen zu lassen und suchte stattdessen nach alternativen medizinischen Lösungen.

## Lexigraphische Einträge
- Martin Kunzler: Jazz-Lexikon. Band 1: A–L (= rororo-Sachbuch. Bd. 16512). 2. Auflage. Rowohlt, Reinbek bei Hamburg 2004, ISBN 3-499-16512-0.
- Jürgen Wölfer: Jazz in Deutschland. Das Lexikon. Alle Musiker und Plattenfirmen von 1920 bis heute. Hannibal, Höfen 2008, ISBN 978-3-85445-274-4.